# Финал Кубка Узбекистана по футболу 2009
Финал Кубка Узбекистана 2009 года (узб. Futbol boʻyicha 2009-yilgi Oʻzbekiston Kubogi finali) — решающий матч розыгрыша Кубка Узбекистана 2009 года.
Турнир проходил с 5 марта по 8 августа 2009 года, участвовали 35 клубов. Финал прошёл 29 августа 2009 года на стадионе «Пахтакор» между клубами «Бунёдкор» и «Пахтакор»; победителем 10-й раз стал «Пахтакор».

## Составы

### Пахтакор (Ташкент)
- Вратарь: Тимур Джураев
- Защитники: Анзур Исмаилов, Боян Миладинович, Станислав Андреев, Ильхом Суюнов, Мурод Холмухаммедов, Акмал Холмуродов, Гулом Урунов
- Полузащитники: Одил Ахмедов, Дарко Маркович
- Нападающий: Александр Гейнрих
- Главный тренер: Виктор Джалилов

### Бунёдкор (Ташкент)
- Вратарь: Игнатий Нестеров
- Защитники: Хайрулла Каримов, Сахоб Джураев, Эдсон «Ратиньо» (Ratinho), Анвар Гофуров
- Полузащитники: Азизбек Хайдаров, Жоао Виктор (João Victor), Сервер Джепаров, Жасур Хасанов, Ривалдо
- Нападающий: Хосе Луис Вильянуэва (José Luis Villanueva)
- Главный тренер: Луиз Фелипе Сколари